# Jacques Ibert
Jacques François Antoine Ibert (Parigi, 15 agosto 1890 – Parigi, 5 febbraio 1962) è stato un compositore francese.

## Biografia
Jacques Ibert nacque nel 1890 al n. 4 di Cité d'Hauteville, nel X arrondissement di Parigi, figlio di un commesso viaggiatore e di una borghese dalle spiccate doti musicali. 
Studiò al Conservatorio di Parigi sotto la guida di Émile Pessard, Paul Vidal e Andrè Gedalge. Dimostrò subito le sue ottime doti di compositore e nel 1919 vinse il Prix de Rome grazie alla cantata Le poète et la fée.
Nel 1937 diventò direttore dell'Accademia Francese a Roma e dal 1955 al 1957 diresse l'Opéra-comique di Parigi.
Nel 1942 avvenne la prima esecuzione assoluta alla Société Nationale de Musique di Parigi dell Ouverture de fête, composizione per orchestra commissionatagli dal governo giapponese per il 26º centenario dell'Impero, diretta da Charles Münch.
Ibert venne considerato un tradizionalista per il suo attaccamento alla forma, alla concisione, alla chiarezza così come all'eleganza dello stile.
Attivo in diversi campi, scrisse opere, operette, balletti, musica da camera, molta musica sinfonica e anche colonne sonore: da ricordare le musiche per il Macbeth di Orson Welles.
Di grande importanza sono il Concerto per flauto e il Concertino da camera per Sassofono contralto e orchestra di 11 elementi. In quest'ultimo la scrittura è fortemente contrappuntistica, la ritmica molto articolata ed il cromatismo di certi passaggi conferisce al lavoro toni e colori stravinskijani.

## Composizioni
Circa 60 colonne sonore per film, tra cui
- 1927 - Angelique
- 1933 - Don Chisciotte
- 1935 - Golgota
- 1948 - Macbeth

### Per orchestra (anche con strumento solista)
- 1920/1922 - Escales
- 1931 - Symphonie marine (edita postuma)
- 1934 - Concerto per flauto
- 1940 - Ouverture de Fête
- 1955 - Bostoniana (primo movimento della Sinfonia n. 2, incompiuta)
- 1955 - Hommage à Mozart
- 1956 - Bacchanale

### Per strumento solo e per gruppi da camera
- Histoires per pianoforte (o per pianoforte e sassofono contralto)
- 1923 - Jeux, sonatine per flauto e pianoforte
- 1930 - Trois pièces brèves per quintetto di fiati
- 1930 - Divertissement per orchestra da camera
- 1935 - Concertino da camera per sassofono contralto e 11 strumenti
- 1937 - Entr'acte per flauto e chitarra
- 1943 - Petite suite en quinze images per pianoforte
- 1944 - Trio pour violon, violoncelle et harpe – Watch a YouTube video of live performance
- 1946 - Deux Interludes per flauto, violino e arpa